# Hydropsyche abella
Hydropsyche abella là một loài Trichoptera trong họ Hydropsychidae. Chúng phân bố ở miền Tân bắc.